# Aleksandr Bestújev
Aleksandr Bestújev (rus: Александр Александрович Бестужев)  (Sant Petersburg, 3 de novembre de 1797 - Holy Spirit Fort, 7 de juny de 1837), nom complet amb patronímic Aleksandr Aleksàndrovitx Bestújev, AFI [bʲɪˈstuʐɨf] ( ? i  escolteu-ne la pronunciació en rus), fou un escriptor rus i decabrista. Després de la revolta decabrista, va ser enviat a l'exili al Caucas on l'Imperi Rus estava fent la guerra contra els circassians. Allà escrigué sota el pseudònim Marlinski (rus: Марли́нский AFI [mɐrˈlʲinskʲɪj] ( ? i  escolteu-ne la pronunciació en rus) i es va fer conegut com a poeta romàntic, escriptor i novel·lista de contes. Fou mort allà en una escaramussa. El seu cos mai no va ser trobat.
Aleksandr Bestújev provenia de la noble i rica família dels Bestújev. Va rebre una excel·lent educació. Des de molt jove el seu pare el va preparar per al servei militar. Atès que no estava interessat en les matemàtiques, no va poder entrar a l'armada i va començar a servir com a dragó a la Guàrdia. El 1818 va ser ascendit a oficial; també va ser ajudant de camp de diversos oficials i va poder fer una carrera d'èxit. No obstant això, es va unir als decabristes. Es podria dir que no era tan radical com la majoria dels conspiradors i es va unir a la trama no perquè volgués establir una república a Rússia, sinó simplement perquè molts decabristes eren els seus amics; quatre dels seus germans també estaven en la trama. A causa d'aquest fet i per les seves confessions durant el procés, va passar només un any i mig de presó i, posteriorment, va ser enviat a l'exili a Iakútia.
Bestuzhev volia tornar a la societat i, per obtenir el perdó, va demanar a les autoritats que el destinessin a l'exèrcit que lluitava al Caucas com a soldat ras. El 1829 va començar a servir en el 14è Regiment de Caçadors. Tot i que les autoritats eren reticents a promoure oficials degradats, Bestújev va demostrar ser un soldat extraordinàriament valent, participant aquí en moltes batalles. Va rebre el grau de suboficial, i la creu de Sant Jordi, i després va ser promogut al grau d'alferes. El 19 de juny de 1837 fou abatut en una escaramussa amb circassians. Dos dels seus germans, Mikhaïl i Nikolai, van ser condemnats a treballs forçats a perpetuïtat per la seva participació en la conspiració dels decabristes el 1826.

## Patrimoni literari
Bestújev va començar a publicar la seva poesia i la seva prosa breu el 1819 i aviat va cridar l'atenció. Es va familiaritzar amb Aleksandr Puixkin, Aleksandr Griboiédov, Kondrati Riléiev i molts altres Abans de la revolta decabrista, Bestújev era ja un autor prolífic que escrivia prosa (contes i articles en revistes literàries) i poesia. En 1823 i 1824, juntament amb Riléiev, va editar el famós almanac literari Estrella Polar (rus: Полярная Звезда Poliàrnaia zvezdà), el qual va presentar gairebé tots els poetes russos contemporanis destacats i va tenir força èxit. Va deixar d'escriure durant el procés i l'exili a Sibèria, però aviat va reprendre la publicació sota el pseudònim de Marlinski. A causa del seu pseudònim, Bestújev és habitualment conegut com a Bestújev (Marlinski) per tal de distingir-lo d'un altre decabrista anomenat Bestújev, que va ser executat.
La part més destacada del seu patrimoni literari són històries de ficció o poc autobiogràfiques que descriuen la guerra del Caucas, sobre les quals es va escriure la Sultanetta d'Alexandre Dumas i va poder influir a l'obra Un heroi del nostre temps de Lérmontov. En les seves obres, Marlinski era un veritable "romàntic". En elles, l'estil i les tècniques utilitzades s'assemblen molt al moviment alemany Sturm und Drang de la dècada del 1870 i la ficció francesa "violenta" de l'escola de Victor Hugo.
Els herois de MarlinskI expressen la seva tempesta emocional amb un llenguatge brillant i retòric, en una postura teatralment refinada; els seus personatges solen ser excessivament extravagants; de vegades tria deliberadament les justes medievals com a rerefons per a la seva prosa. A la dècada del 1830, Bestújev (Marlinski) era un dels escriptors més populars de Rússia, la fama del qual es podria comparar amb la de Puixkin.
Cada nova història era esperada amb impaciència, i ràpidament passava de mà a mà, i es llegia fins a l'últim full; el llibre de la revista amb les seves obres es va fer de propietat comuna, de manera que la seva història era l'esquer més fiable per als subscriptors de revistes i compradors d'almanacs. Els seus escrits es venien com el pa calent i, el que és més important, no només eren llegits per tothom, sinó que també eren memoritzats.
La raó d'aquest extraordinari èxit era que Marlinski fou el primer novel·lista rus, que va prendre la imatge de la vida de la societat rus, mostrava el dia a dia del poble rus comú, donava descripcions de la naturalesa de Rússia i, alhora, ho feia en llenguatge especial i molt florit, ple de les més exquisides comparacions i adorns retòrics.
La primera edició de les obres completes de Bestújev es va publicar el 1839.